# Recherche engagée dans la communauté
 (septembre 2023).
La mise en forme du texte ne suit pas les recommandations de Wikipédia : il faut le « wikifier ».
Les points d'amélioration suivants sont les cas les plus fréquents. Le détail des points à revoir est peut-être précisé sur la page de discussion.
- Les titres sont pré-formatés par le logiciel. Ils ne sont ni en capitales, ni en gras.
- Le texte ne doit pas être écrit en capitales (les noms de famille non plus), ni en gras, ni en italique, ni en « petit »…
- Le gras n'est utilisé que pour surligner le titre de l'article dans l'introduction, une seule fois.
- L'italique est rarement utilisé : mots en langue étrangère, titres d'œuvres, noms de bateaux, etc.
- Les citations ne sont pas en italique mais en corps de texte normal. Elles sont entourées par des guillemets français : « et ».
- Les listes à puces sont à éviter, des paragraphes rédigés étant largement préférés. Les tableaux sont à réserver à la présentation de données structurées (résultats, etc.).
- Les appels de note de bas de page (petits chiffres en exposant, introduits par l'outil «  Source ») sont à placer entre la fin de phrase et le point final[comme ça].
- Les liens internes (vers d'autres articles de Wikipédia) sont à choisir avec parcimonie. Créez des liens vers des articles approfondissant le sujet. Les termes génériques sans rapport avec le sujet sont à éviter, ainsi que les répétitions de liens vers un même terme.
- Les liens externes sont à placer uniquement dans une section « Liens externes », à la fin de l'article. Ces liens sont à choisir avec parcimonie suivant les règles définies. Si un lien sert de source à l'article, son insertion dans le texte est à faire par les notes de bas de page.
- La présentation des références doit suivre les conventions bibliographiques. Il est recommandé d'utiliser les modèles {{Ouvrage}}, {{Chapitre}}, {{Article}}, {{Lien web}} et/ou {{Bibliographie}}. Le mode d'édition visuel peut mettre en forme automatiquement les références.
- Insérer une infobox (cadre d'informations à droite) n'est pas obligatoire pour parachever la mise en page.

Pour une aide détaillée, merci de consulter Aide:Wikification.
Si vous pensez que ces points ont été résolus, vous pouvez retirer ce bandeau et améliorer la mise en forme d'un autre article.
 (septembre 2023).
La recherche engagée dans la communauté (CEnR) est le processus de collaboration avec des groupes de personnes partageant la proximité géographique, des intérêts particuliers ou des situations  affectant leur bien-être. L’une des formes les plus largement utilisées de recherche participative est la recherche participative communautaire (CBPR), bien qu’elle englobe également la recherche-action et la recherche-action participative. Une autre forme de recherche engagée dans la communauté est l'application intégrée des connaissances, qui évolue autour du concept  de l'engagement à différents niveaux d'utilisation des connaissances 

## Histoire
La recherche engagée dans la communauté est née en réponse aux abus historiques contre les personnes marginalisées par des chercheurs, qui n'ont pas pris en compte les besoins de la communauté et les avantages potentiels de la recherche. Les types de CEnR comprennent la recherche-action, la recherche participative communautaire (CBPR) et la recherche-action participative (PAR). Le domaine du CEnR s'est développé rapidement depuis 2005 ,

## Processus
La recherche engagée dans la communauté est planifiée en partenariat avec la communauté qui est la cible prévue de la recherche . Cela nécessite le développement de partenariats entre les chercheurs et la communauté, la coopération et la négociation entre les parties, la collaboration et un engagement à répondre aux préoccupations locales en matière de santé . Cela peut créer des étapes supplémentaires que l'on ne trouve traditionnellement pas dans les projets de recherche, comme la création conjointe d'un énoncé de mission ou d'un protocole d'accord pour établir la terminologie, les délais et les attentes. Ces étapes de planification ont généralement lieu avant que le financement du projet de recherche ne soit obtenu, de sorte qu'une relation significative et de confiance constitue la plate-forme des activités de recherche . Les membres de la communauté peuvent être sceptiques quant aux recherches menées sans compensation; les chercheurs et la communauté peuvent collaborer pour définir une rémunération équitable pour la participation . Les chercheurs peuvent également impliquer les membres de la communauté dans les activités de recherche et répondre aux besoins de renforcement des capacités des membres de la communauté .

## Portée
Les examens de la recherche communautaire indiquent que ce type de recherche a lieu principalement aux États-Unis et dans les Amériques. L'Europe est représentée principalement par des études réalisées au Royaume-Uni, et quelques études ont également été menées en Australie. Peu d’examens de la recherche participative ont inclus des travaux effectués en Afrique ou en Asie.